# Простяков Владислав Дмитрович
Владисла́в Дми́трович Простяко́в (16 жовтня 1996 — 13 грудня 2018) — солдат Збройних сил України, учасник російсько-української війни.

## Життєпис
Народився 1996 року в місті Вільногірськ (Дніпропетровська область); мешкав у місті Дніпро. 2015-го здобув фах кулінара у Дніпровському центрі профтехосвіти туристичного сервісу, працював у дніпровських закладах харчування.
2016 року призваний на строкову військову службу; солдат, навідник (КПВТ) 5-ї роти 2-го батальйону 79-ї бригади. 10 листопада 2016-го підписав контракт.
Вранці 13 грудня 2018 року зазнав важкого поранення під час обстрілу позицій ЗСУ терористами поблизу села Гнутове з великокаліберних кулеметів. Терміново доставлений до військового госпіталю в місті Маріуполь. Незважаючи на всі зусилля лікарів, ввечері помер.
16 грудня 2018-го похований у місті Вільногірськ.
Без Владислава лишились батьки.

## Нагороди та вшанування
- Указом Президента України № 47/2019 від 28 лютого 2019 року «за особисту мужність і самовіддані дії, виявлені у захисті державного суверенітету та територіальної цілісності України, зразкового виконання військового обов'язку» — нагороджений орденом «За мужність» III ступеня (посмертно)[3].
- 16 жовтня 2019 року на фасаді Вільногірської загальноосвітньої школи № 2, де навчався Владислав, йому було відкрито меморіальну дошку[4].
- Вшановується в меморіальному комплексі «Зала пам'яті», в щоденному ранковому церемоніалі 13 грудня[5][6].